# Premonition (album Survivor)
Premonition – drugi longplay zespołu Survivor wydany w roku 1981.

## Spis utworów
1. „Chevy Nights” - 3:38
2. „Summer Nights” - 4:08
3. „Poor Man’s Son” - 3:35
4. „Runaway Lights” - 4:17
5. „Take You on a Saturday” - 4:05
6. „Light of a Thousand Smiles” - 4:58
7. „Love Is on My Side” - 3:36
8. „Heart's a Lonely Hunter” - 5:12

## Skład
- Dave Bickler: wokal
- Frankie Sullivan: gitara
- Jim Peterik: gitara, keyboard
- Daryl Dragon: keyboard
- Stephan Ellis: gitara basowa
- Marc Droubay: perkusja